# سلحفاة كوترز
سلحفاة كوترز (بالإنجليزية: cooters) (باللاتينية: Pseudemys) ،ذات فك دائري ويوجد خطوط ملونة على الرأس وأسفل القوقعة .